# Porky et Teabiscuit
 (mars 2017).
Si vous disposez d'ouvrages ou d'articles de référence ou si vous connaissez des sites web de qualité traitant du thème abordé ici, merci de compléter l'article en donnant les références utiles à sa vérifiabilité et en les liant à la section « Notes et références ».
Pour plus de détails, voir Fiche technique et Distribution.
Porky et Teabiscuit (Porky and Teabiscuit) est un cartoon Looney Tunes réalisé par Ben Hardaway et Cal Dalton en 1939. Il met en scène Porky Pig. Ce cartoon a été inclus dans la compilation Looney Tunes Collection : Les Meilleures Aventures de Porky Pig